# Kolonia Łapczyna Wola
Kolonia Łapczyna Wola – wieś w Polsce położona w województwie świętokrzyskim, w powiecie włoszczowskim, w gminie Kluczewsko.
W latach 1975–1998 miejscowość administracyjnie należała do województwa piotrkowskiego.
Wierni Kościoła rzymskokatolickiego należą do parafii św. Jakuba w Stanowiskach.

## Historia
Według spisu powszechnego z roku 1921 miejscowość Łapczyna Wola kolonia w gminie Dobromierz, posiadała 16 domy(ów) i 114 mieszkańców.